# Lissonota deversor
Lissonota deversor är en stekelart som beskrevs av Johann Ludwig Christian Gravenhorst 1829. Lissonota deversor ingår i släktet Lissonota och familjen brokparasitsteklar. Utöver nominatformen finns också underarten L. d. exareolata.